# Chillcottomyia septentrionalis
Chillcottomyia septentrionalis är en tvåvingeart som beskrevs av Saigusa 1986. Chillcottomyia septentrionalis ingår i släktet Chillcottomyia och familjen puckeldansflugor. Inga underarter finns listade i Catalogue of Life.